# ショウマ (植物の名)

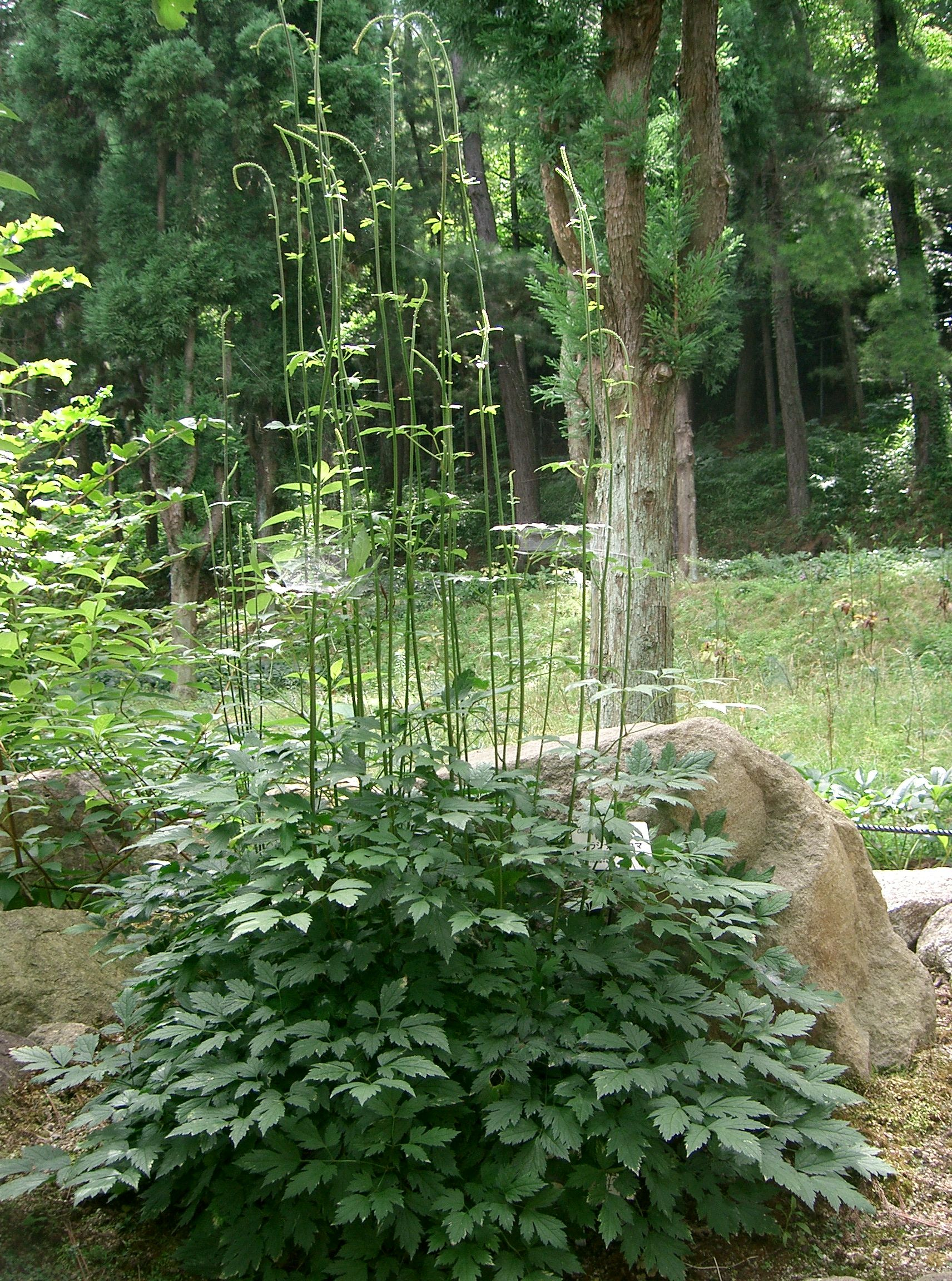
サラシナショウマ

ショウマ（升麻）とは、日本においてはキンポウゲ科の植物であるサラシナショウマとその近縁種の漢方での名称であるが、科と属をまたいで広範囲の植物名に用いられている。この記事にはこれをまとめておく。

## 元来の意味
サラシナショウマはキンポウゲ科の草本であるが、その根茎を生薬として用いる際の名がショウマ（升麻）である。しかし後述のように類似の別種も使われるため、本種のそれは真升麻、あるいは黒升麻とも呼ばれる。漢方では解熱、解毒剤の効果があるとされ、身熱、無汗、咽喉腫痛などに用いる。なお、サラシナはこの植物の若葉を煮て水にさらして食べたことによる。
他に、牧野の薬草図鑑には以下のようなものが同属の薬用種として取り上げられている。ここではショウマを和名とする種はないが、YListではコウライショウマの標準和名をショウマとしている。
- Cimicifuga　サラシナショウマ属
  - C. dahurica　フブキショウマ：升麻あるいは北升麻・中国からシベリアに分布
  - C. foetida　コウライショウマ：升麻・朝鮮、中国からチベット、シベリアに分布。
  - C. heracleifolia　オオミツバショウマ：升麻・中国に分布
  - C. racemosa　：北アメリカ産。

なお、升麻の本来のものはコウライショウマであり、この属の学名もリンネがこの種を元に「ナンキンムシを退ける」の意味で、種小名は「悪臭のある」の意味でつけたものである。実際には悪臭はないが、『ナンキンムシが逃げるほど臭い』の意味がこもっているという。中国には近縁の別属に含められている Souliea vaginata があり、これは中国では「長果升麻」と呼ばれる。

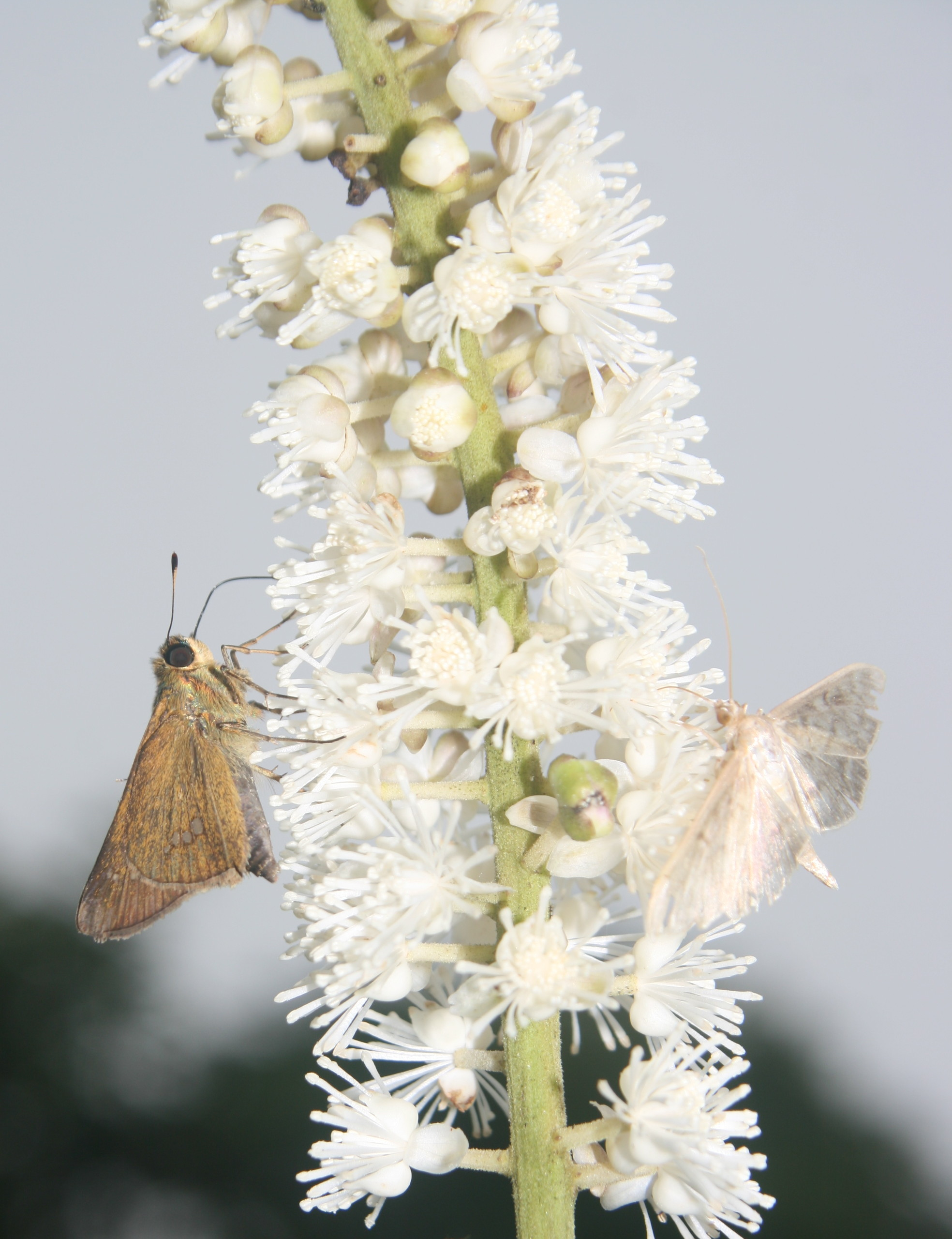
サラシナショウマの花
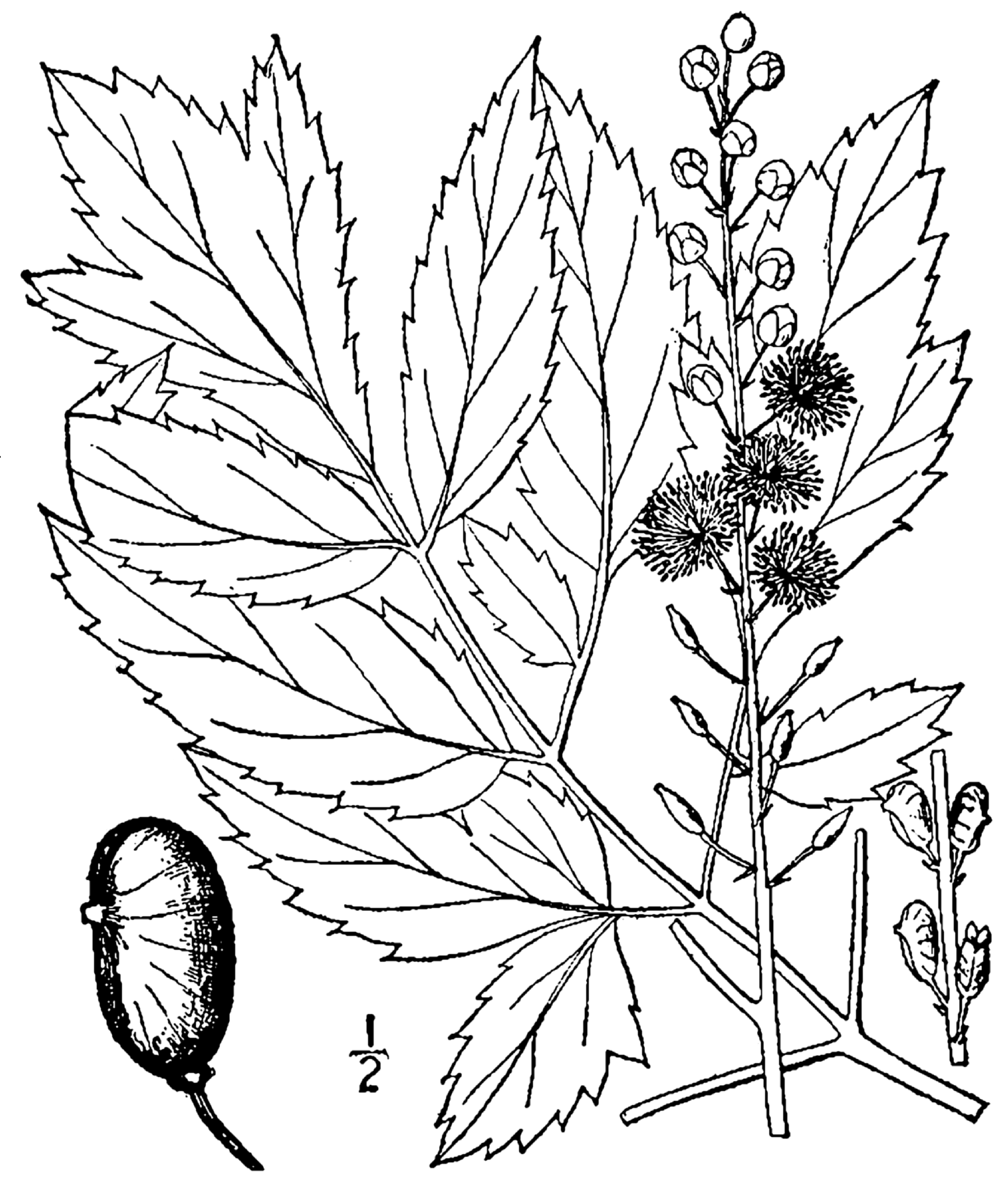
C. racemosa （北アメリカ産の種N.L.ブリテンの『北アメリカの植物図譜』の図版）
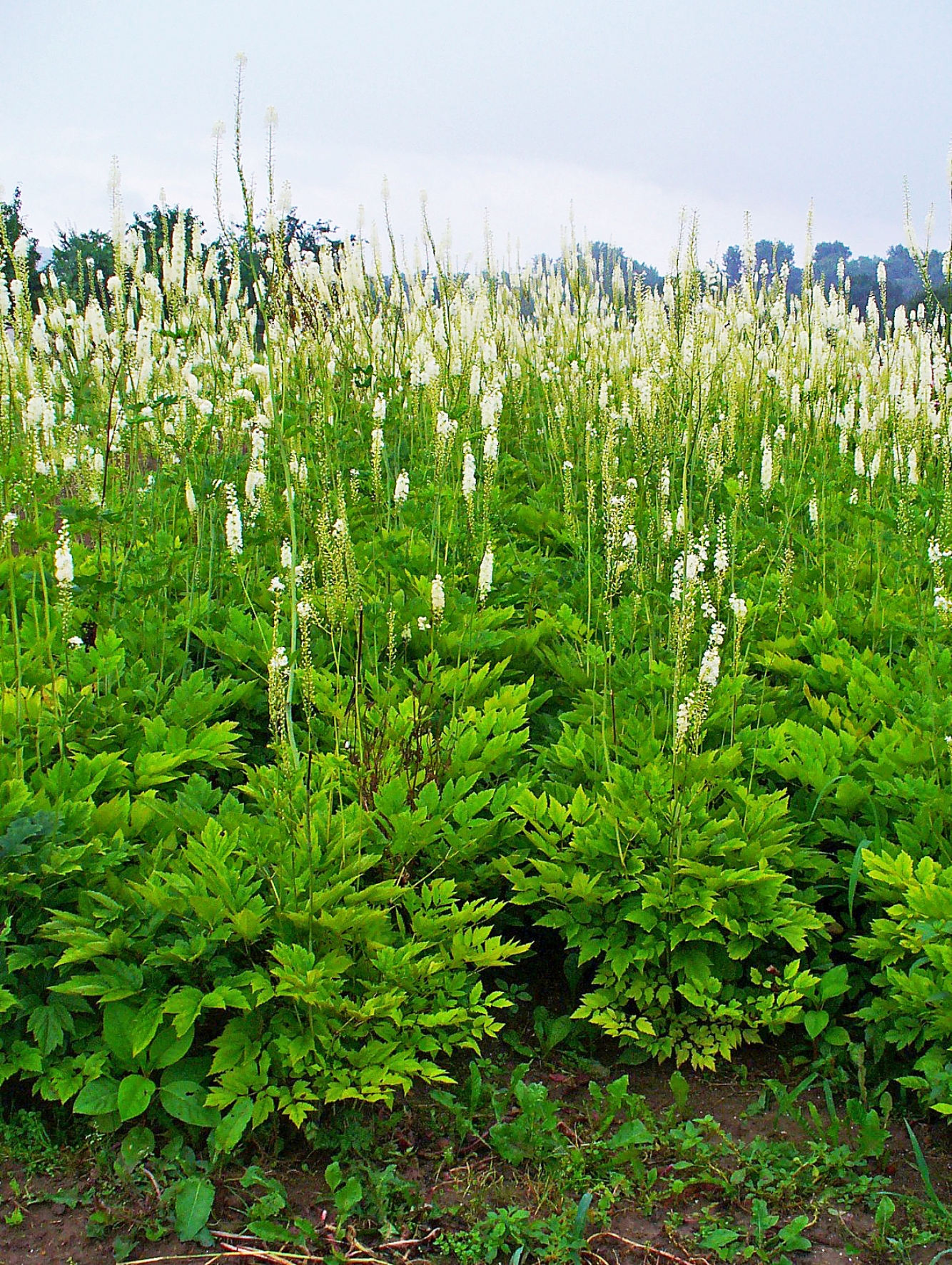
同・群落

## 古くより混同されたもの
バラ科のヤマブキショウマもユキノシタ科のトリアシショウマもやはり根茎を生薬として用い、これもやはりショウマと呼ぶ。これらや、そのほかにアワモリショウマ、チダケサシなども本種の代用として薬用に用いられ、サラシナショウマのそれと区別する場合には赤升麻といわれる。これらは形態が似ているだけで、同じ効果は期待できないという。ただし、このうちのチダケサシ属のものには一定の薬効成分があるとも言うが、民間利用の域にとどまる。赤升麻（せきしょうま）は別名を紅升麻（こうしょうま）とも言う。なお、和名のアカショウマはトリアシショウマの基本変種という扱いである。
これらは科や属が異なるものも、以下のような共通の特徴があり、とてもよく似て見える。科が異なるので、花の構造などは基本部分で大きく異なるのであるが、何しろ個々の花が小さいので、簡単に見て取ることは難しい。
- 根茎があって、花茎以外には立ち上がる茎はない。
- 葉は三出複葉に細かく割れている。
- 花は穂状に咲くか、あるいは枝分かれがあっても茎に沿って小さな花が沢山並ぶ。
- 個々の花は小さく、花弁ははっきりせず、雄蕊が多数突き出して見える。

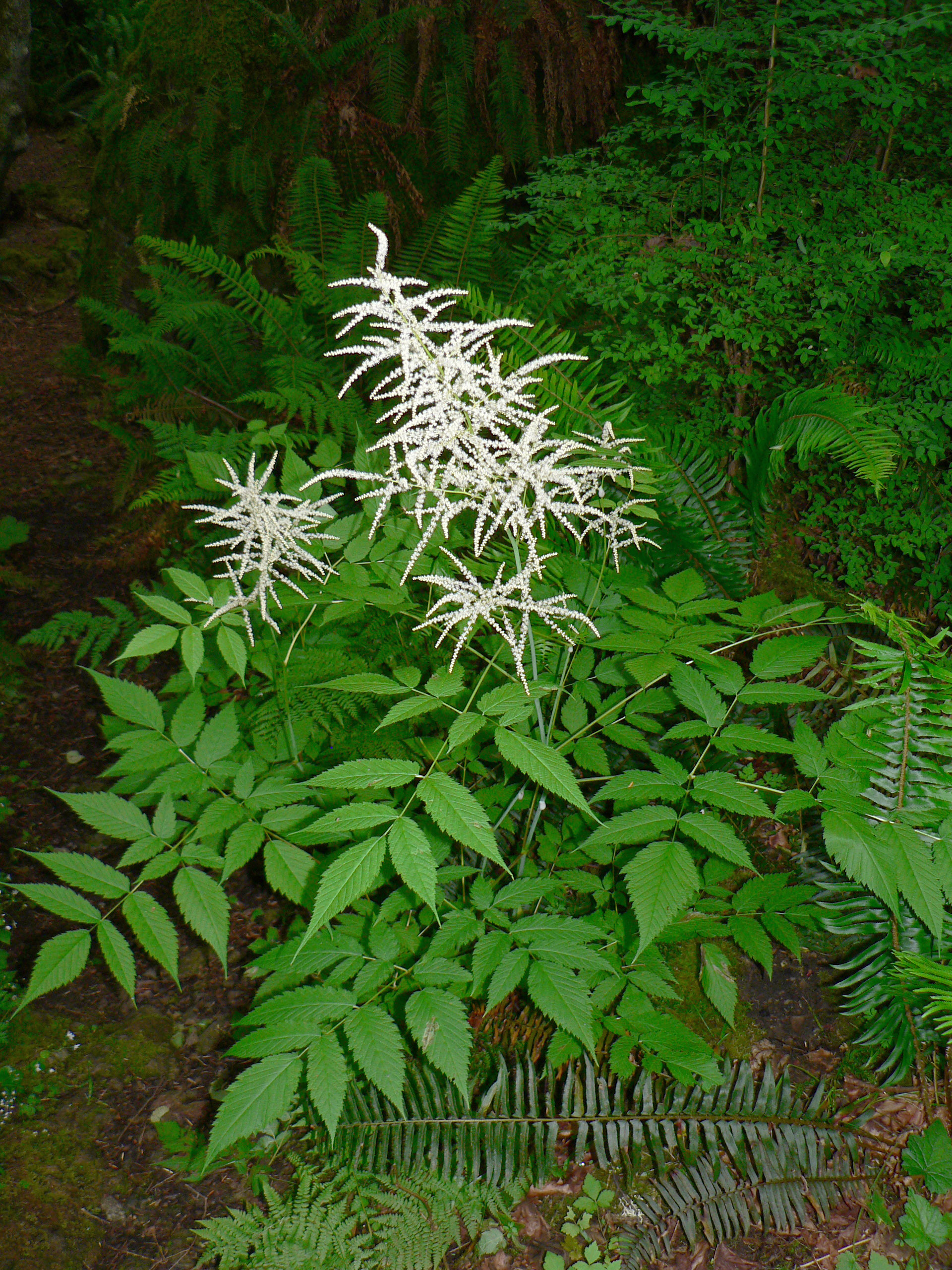
ヤマブキショウマ（バラ科）
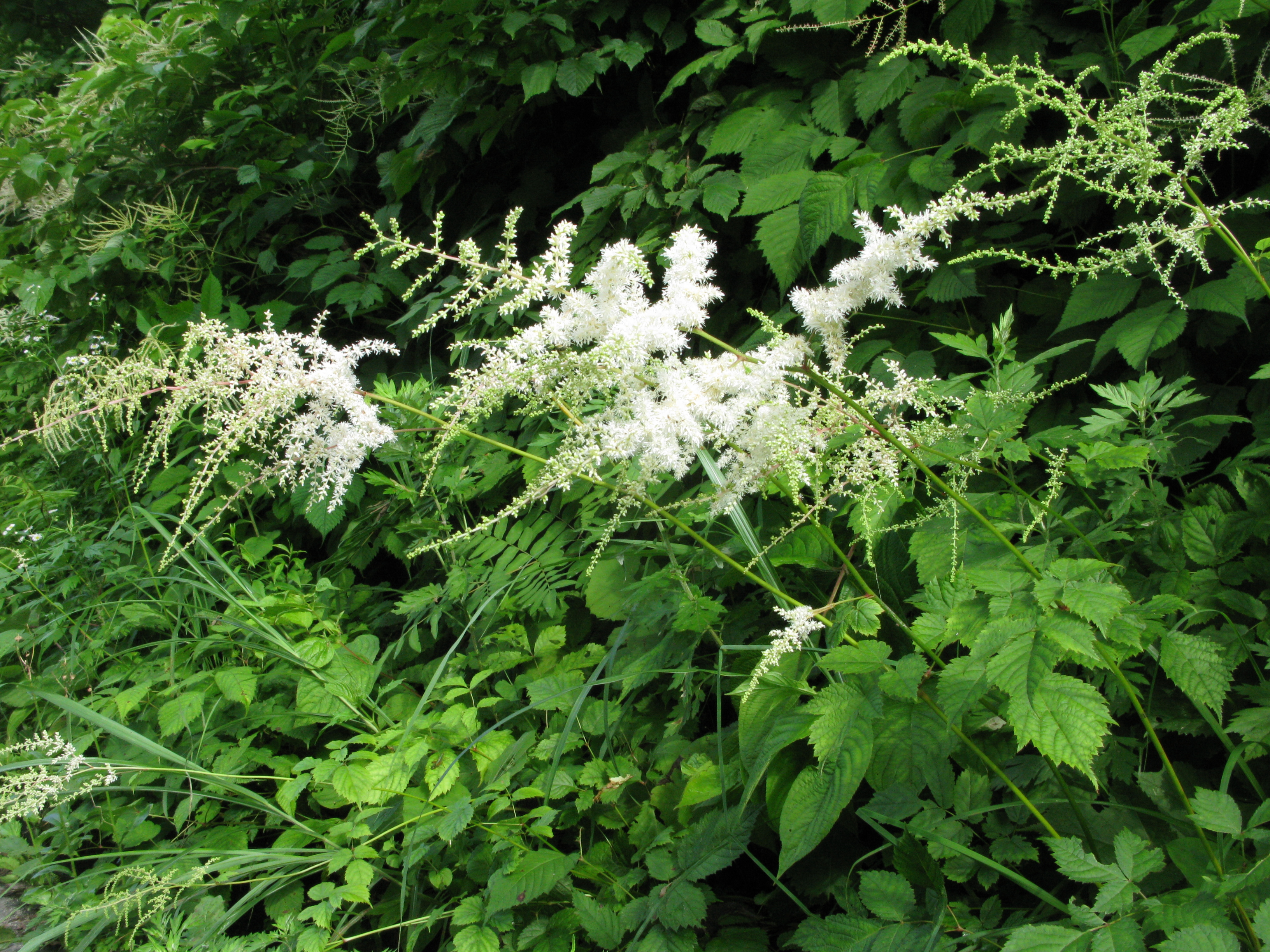
トリアシショウマ（ユキノシタ科）

## 二次的拡大と思えるもの
イヌショウマはサラシナショウマと同属であるが、薬用とはされない。これの場合、同属で形がそっくりであるが、役に立たないことからイヌが付されたものである。
更に、牧野によると以下の植物は草の姿が升麻に似ているためにショウマの名を得たとある。また、ヤマブキショウマの項には「ショウマとして一まとめにした類（アカショウマ、サラシナショウマなど）」との語があり、このようなものを一つの類型として捉え、それらをショウマの名で呼ぶことを想定していると取れる。これらには花の様子がずいぶん異なるものも含まれているから、主として葉や茎の様子をもって「似ている」としているようである。
- トリアシショウマ[10]・モミジショウマ（モミジカラマツの別名）[11]・ルイヨウショウマ（類葉ショウマ）[12]・レンゲショウマ[13]

さらに、アジサイ科（以前はユキノシタ科）のキレンゲショウマはレンゲショウマに似ていることから命名されたもので、ショウマの名としては三次的な使用例となろう。

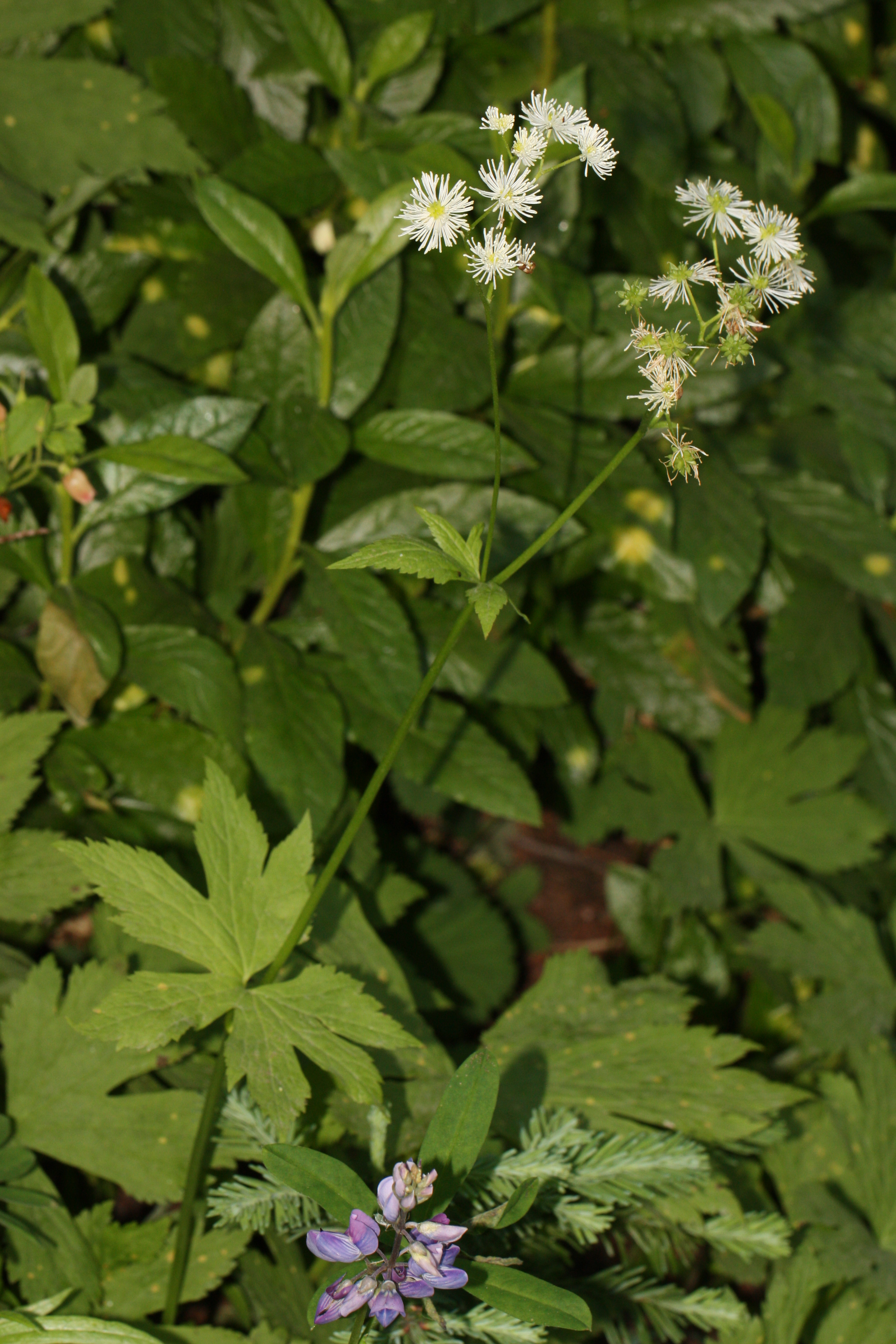
モミジカラマツ
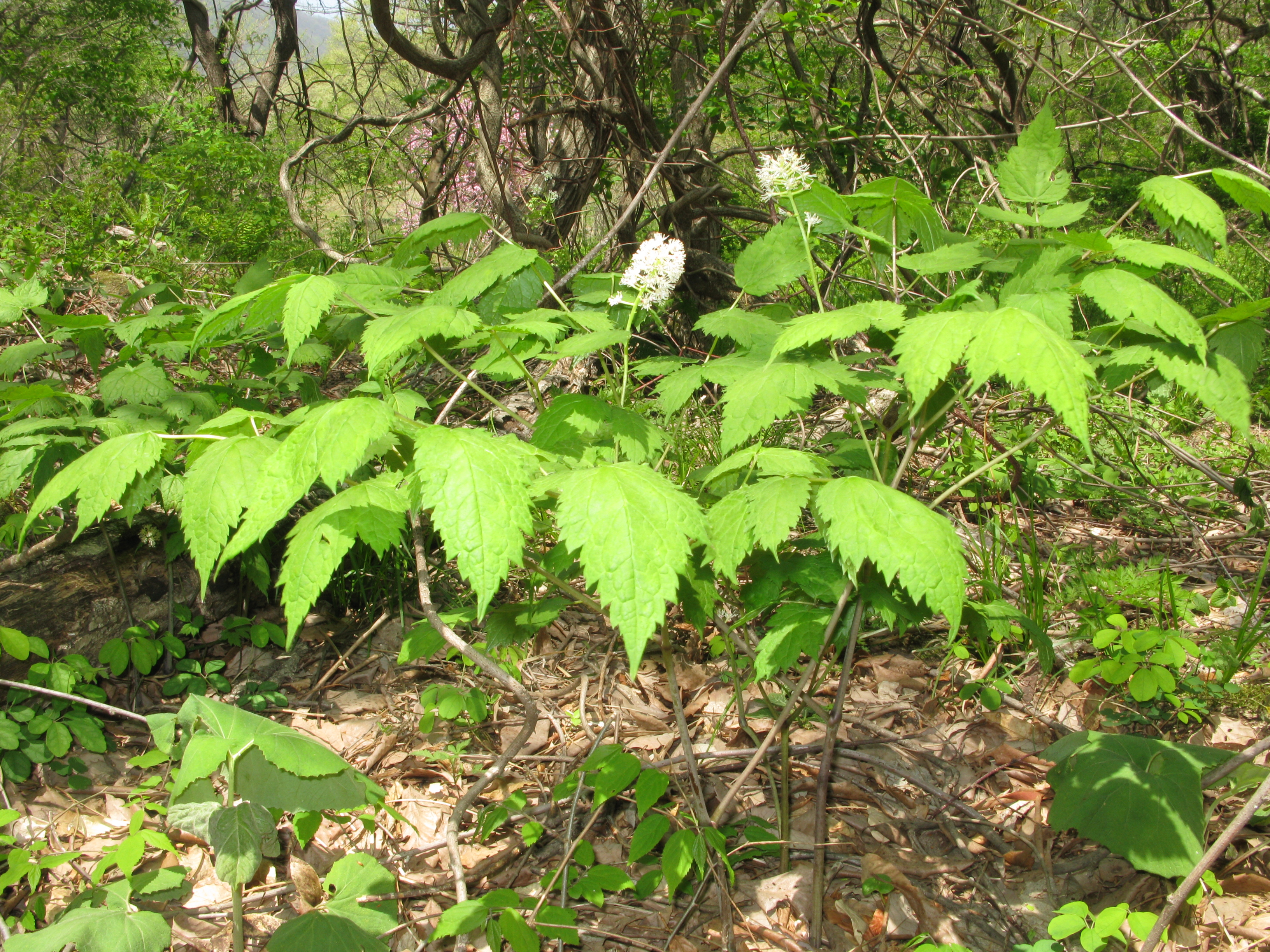
ルイヨウショウマ
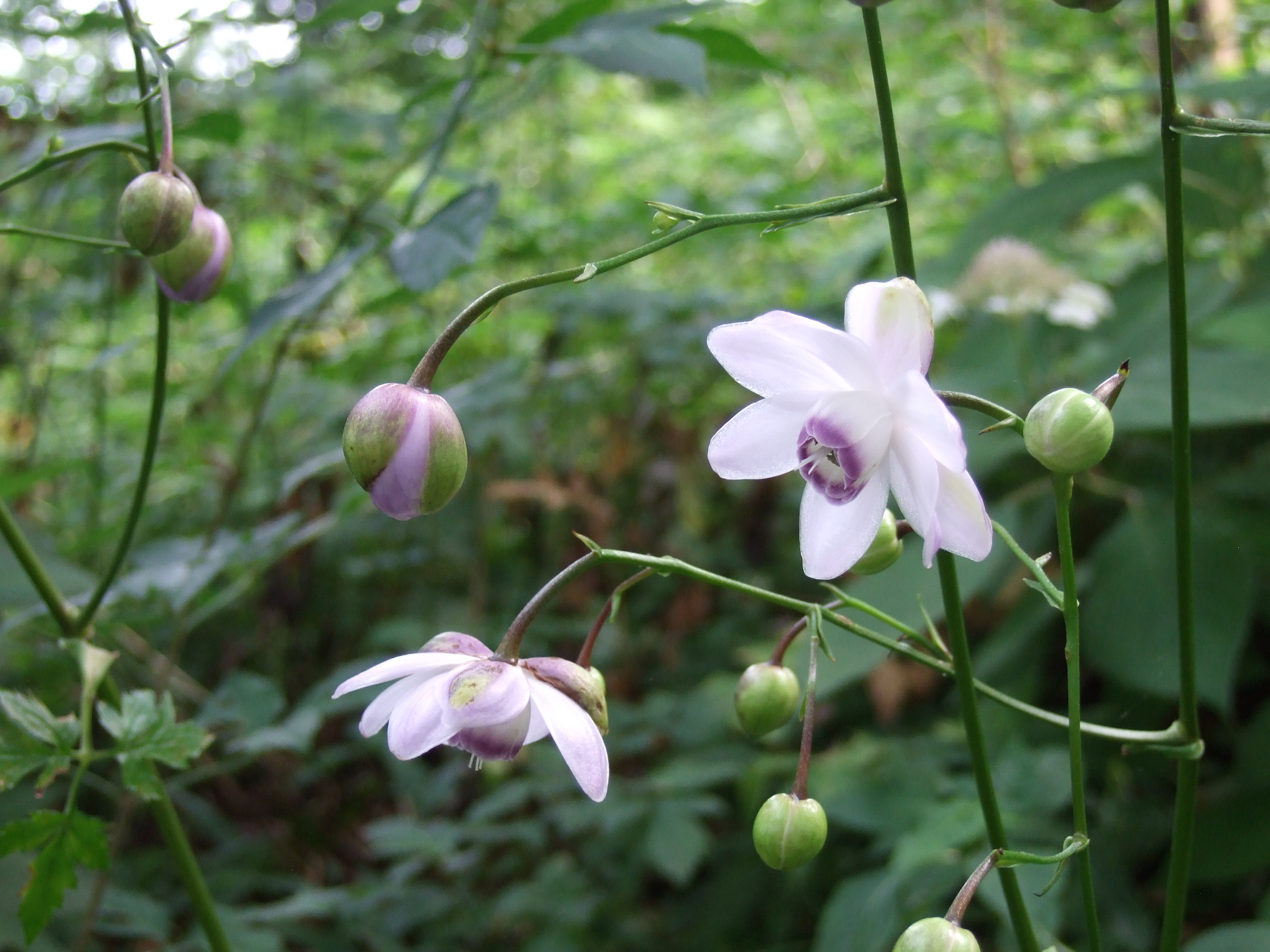
レンゲショウマ

## ショウマの名を持つ植物
YListでショウマで簡易検索を掛けた結果を基に、佐竹他(1982)を参考に日本産の代表的なもののみを挙げる。キンポウゲ科のものがサラシナショウマ連という分類群に所属させたことがあることを除けば、これらは分類学的には意味のない集団である。
- メギ科
  - トガクシソウ属：トガクシソウ（別名トガクシショウマ）
- キンポウゲ科
  - ルイヨウショウマ属：ルイヨウショウマ・アカミノルイヨウショウマ
  - レンゲショウマ属：レンゲショウマ
  - サラシナショウマ属：イヌショウマ・サラシナショウマ・オオバショウマ
  - モミジカラマツ属：モミジカラマツ（別名モミジショウマ）
- ユキノシタ科
  - チダケサシ属：アカショウマ・アワモリショウマ・トリアシショウマ・ヒトツバショウマ・モミジバショウマ
- バラ科
  - ヤマブキショウマ属：ヤマブキショウマ
- アジサイ科
  - キレンゲショウマ属：キレンゲショウマ